# ماركو أوريليو (لاعب كرة قدم)
ماركو أوريليو هو لاعب كرة قدم برتغالي في مركز الهجوم، ولد في 24 مارس 1989 في البرتغال. لعب مع نادي إيسبينهو.

## وصلات خارجية
- ماركو أوريليو على موقع قاعدة بيانات كرة القدم.إي يو (الإنجليزية)
- ماركو أوريليو على موقع Soccerway.com (الإنجليزية)